# ویلیام الیوت گریفیس
ویلیام الیوت گریفیس (انگلیسی: William Elliot Griffis; ۱۷ سپتامبر ۱۸۴۳ – ۵ فوریهٔ ۱۹۲۸) نویسنده، خاورشناس، و آموزگار اهل ایالات متحده آمریکا بود.